# Enfermería en Canadá

## Educación

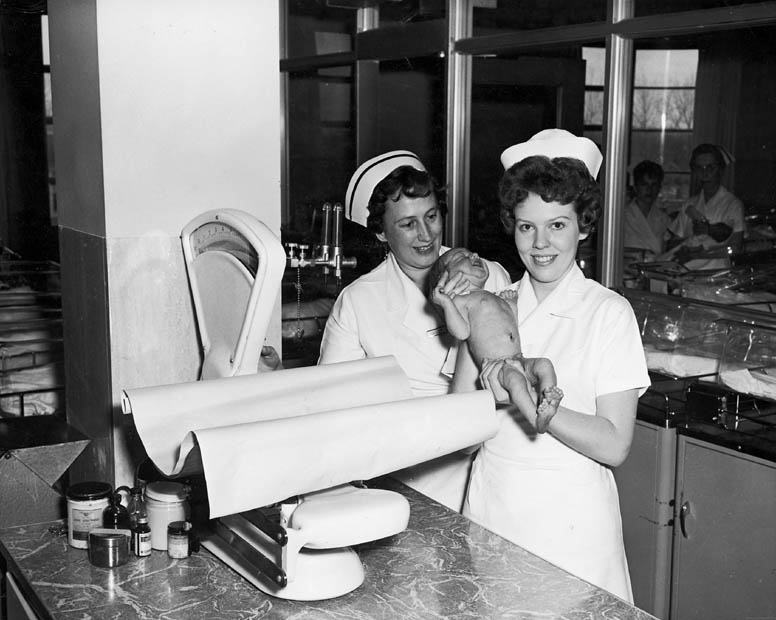
Dos enfermeras con un bebé en la unidad de enfermería en el Toronto East General and Orthopaedic Hospital, 1955.

La mayoría de provincias de Canadá prefiere a cualquier enfermero registrado para tener al menos un graduado universitario (preferiblemente un Bachelor of Science in Nursing, BScN), aunque Quebec garantiza a las RN graduarse en el CEGEP. Muchos enfermeros en activo todavía ejercen con graduados de instituto, si bien a los enfermeros actualmente entrantes se les requiere o anima a tener el nivel universitario.

## Tipos de enfermeros
- Enfermero registrado (RN).
- Enfermero practicante (LPN) o enfermero vocacional (LVN), conocido como enfermero practicante registrado (RPN) en Ontario y Quebec.
- Enfermero de salud mental registrada (RPN) - están autorizados  a ejercer sólo en la Columbia Británica, Alberta, Saskatchewan, Manitoba, y sus territorios.

## Regulación legal
La profesión de enfermería está regulada a nivel territorial y provincial para preservar los principios de la regulación profesional asociada al colegio Internacional de enfermeros. El Colegio de enfermeros de Ontario regula tanto las RNs como las RPNs en contraste con el resto de provincias y territorios donde las RNs y las LPNs están reguladas por cuerpos separados. En las provincias más occidentales, las enfermeros de salud mental se rigen por una legislación distinta.
Todas los enfermeros registrados y practicantes en la provincia de Alberta esperan mantener sus competencias a través de un permiso de práctica anual del Colegio y Asociación de enfermeros registrados de Alberta que también pretende fijar el objetivo de la práctica y proporcionar un apoyo a la práctica enfermera.